# Daniel, o Estilita
Santo Daniel, o Estilita (409–493) é um santo da Igreja Ortodoxa, Igreja Católica e Igreja Católica Oriental.

## Biografia
Ele nasceu numa aldeia com o nome de Maratha na Mesopotâmia superior perto de Samósata, hoje em dia uma região da Turquia.
Entrou para o convento com a idade de doze anos e viveu lá até ter trinta e oito. Durante uma viagem que ele fez com seu abade a Antioquia, ele passou por Tellnesin e recebeu a bênção e encorajamento de Simeão Estilita. Em seguida, ele visitou lugares santos, ficando em vários conventos, e aposentando-se em 451 nas ruínas de um templo pagão.
Ele estabeleceu sua coluna quatro milhas ao norte de Constantinopla. O proprietário do solo onde ele colocou a sua coluna, que não tinha sido consultado, apelou para o imperador e ao patriarca Genádio I de Constantinopla. Genadio propôs despejá-lo, mas de alguma forma foi dissuadido. Genádio estabeleceu-o como um padre contra a sua vontade, ao pé de sua coluna. Daniel viveu na coluna por 33 anos. Por continuamente ficar de pé, seus pés estavam cheios de feridas e úlceras: os ventos da Trácia, por vezes, retiraram-lhe a sua pouca roupa.
Ele foi visitado por dois imperadores, Leão I, o Trácio e Zenão. Como teólogo, ele foi contra o monofisismo.
Santo Daniel é comemorado no dia 11 de dezembro sobre os calendários litúrgicos da Igreja Ortodoxa Oriental, e as igrejas Católica e Católica Oriental.

## Passagens
O seguinte é a sua oração, antes que ele começasse sua vida na coluna:
"Eu te rendo glória, Jesus Cristo, meu Deus, por todas as bênçãos que tens empilhado em cima de mim, e para a graça que tu me deu que eu deveria abraçar esta forma de vida. Mas tu sabes que esta coluna em ordem crescente, eu me inclino em ti só, e que só a Ti eu olho para a emissão feliz de meu compromisso. Aceite, então, meu objetivo: fortalece-me que eu termino esse curso doloroso: me dê graça para terminá-la em santidade."
O seguinte é um conselho que ele deu aos seus discípulos antes e morrer:
"Manter firmemente a humildade, praticar a obediência, o exercício da hospitalidade, manter os jejuns, observar as vigílias, a pobreza de amor, e acima de tudo manter a caridade, que é o primeiro e grande mandamento; manter-se estreitamente ligada a tudo o que respeita à piedade, evitar o joio do hereges. Separe nunca da Igreja sua Mãe; se você fizer essas coisas tua justiça será perfeita."